# Rajšele
Rajšele este o localitate din comuna Kostel, Slovenia, cu o populație de 7 locuitori.